# Paradise Lost (film, 1911)
Pour les articles homonymes, voir Paradise Lost.
Paradise Lost est un film américain de court métrage réalisé par Frank Powell et Mack Sennett, sorti en 1911.

## Fiche technique
- Titre original : Paradise Lost
- Réalisation : Frank Powell et Mack Sennett
- Photographie : G.W. Bitzer
- Société de production : Biograph Company
- Pays de production :  États-Unis
- Langue originale : anglais
- Format : noir et blanc - film muet
- Date de sortie :
  - USA : 13 avril 1911

## Distribution
- Verner Clarges
- Mack Sennett
- Vivian Prescott
- Florence La Badie